# Vestbanen
För andra betydelser, se Vestbanen (olika betydelser).
Vestbanen är en statsägd järnväg som går mellan Köpenhamn och Korsør. Vestbanen är Danmarks näst mest trafikerade järnväg medräknat S-tågen, som går på Vestbanen mellan Köpenhamn H och Høje Taastrup. Den mest trafikerade är Kystbanen mellan Köpenhamn H och Hellerup via Boulevardtunneln.[källa behövs]

## Banstandard
Banan är dubbelspårig Roskilde-Korsør och fyrspårig Köpenhamn-Roskilde. Den är elektrifierad hela vägen, och max hastighet är 180 km/h hela sträckan. Två av spåren Köpenhamn-Høje Taastrup, de norra, är endast för S-Tog.

## Trafik
På sträckan mellan Köpenhamn och Stora Bältbron (dvs mot Fyn) går det 1 InterCityLyn-tåg och 2 intercitytåg i timmen. Utöver dem går det 2 regionaltåg i timmen mot Nykøbing Falster via Ringsted och Sydbanen, samt timliga regionaltåg till Kalundborg. Dessutom finns 4 Re-pendeltåg i timmen Köpenhamn–Roskilde, av vilka 2 vänder, 1 fortsätter till Ringsted och 1 fortsätter till Holbæk. På sträckan Köpenhamn H – Høje Taastrup går det 6 pendeltåg av typen S-Tog per timme och 4 pendeltåg av typen Re per timme. Summan av det är 10 pendeltåg per timme och riktning och många fler totalt.
Expresstågen stannar endast vid Kastrup, Köpenhamn H, Høje Taastrup, Odense och längre västerut. Restid enligt tidtabell Köpenhamn H – Odense (159 km) är 1:16 (medelfart 125 km/h), och Høje Taastrup–Odense (140 km) 1:04 (medelfart 131 km/h). Dessa tåg går vanligen till Frederikshavn.

## Historia
Vestbanen invigdes som den första järnvägen i det nuvarande Danmark den 26 juni 1847. Sträckningen var från Köpenhamn till Roskilde. Banan förlängdes den 27 april 1856 till Korsør, där den 1997 fick anslutning via Storabältförbindelsen till Nyborg på ön Fyn.
På grund av behov av bättre kapacitet mellan Köpenhamn och Ringsted, så byggdes en parallell bana mellan dessa städer, Köpenhamn–Ringsted-banan, som blev klar 2019. 

## Framtid
När signalsystemet ERTMS införs cirka 2023-2025 kommer Vestbanen mellan Roskilde och Korsør och vidare mot Odense få höjd hastighet till 200 km/h. Köpenhamn–Ringsted-banan är byggd för 250 km/h, vilket kommer att införas samma period då ERTMS införs.